# Steatoda mainlingensis
Steatoda mainlingensis är en spindelart som först beskrevs av Hu och Li 1987.  Steatoda mainlingensis ingår i släktet vaxspindlar, och familjen klotspindlar. Inga underarter finns listade i Catalogue of Life.